# Transmisión (ciencias de la salud)

Diagrama típico transmisión y fuentes de contagio

La transmisión, en las ciencias de la salud, es el mecanismo por el que una enfermedad transmisible pasa de un hospedero a otro (independientemente de que este segundo estuviera o no previamente afectado).
Aunque muchas enfermedades transmisibles son enfermedades infecciosas, no hay que confundir transmisión de enfermedades con infección. Los mecanismos para la transmisión de enfermedades (sean o no infecciosas) son múltiples.